# Amt Temnitz
Amt Temnitz és un amt (mancomunitat de municipis) del districte d'Ostprignitz-Ruppin, a Brandenburg, Alemanya. Té una extensió de 249,69 km² i una població de 5.270 habitants (2017). La seu és a Walsleben. El nom prové del riu Temnitz que creua el territori.
Quan va ser creat el 1992, l'amt de Temnitz comptava amb dinou municipis que per un moviment de fusións voluntàries es van reduir a sis.
- Dabergotz
- Märkisch Linden, resultat de la fusió el 30 de desembre de 1997 dels municipis de Darritz-Wahlendorf, Gottberg, Kränzlin i Werder
- Storbeck-Frankendorf, resultat de la fusió el 10 de gener de 2002 dels municipis de Frankendorf i Storbeck
- Temnitzquell, amb els pobles de Katerbow, Netzeband i Rägelin
- Temnitztal resultat de la fusió el 30 de desembre de 1997 dels municipis de Kerzlin, Küdow-Lüchfeld, Rohrlack, Vichel i Wildberg, el municipi de Garz hi va ser afegit el 2003.[3]
- Walsleben